# Ferndown

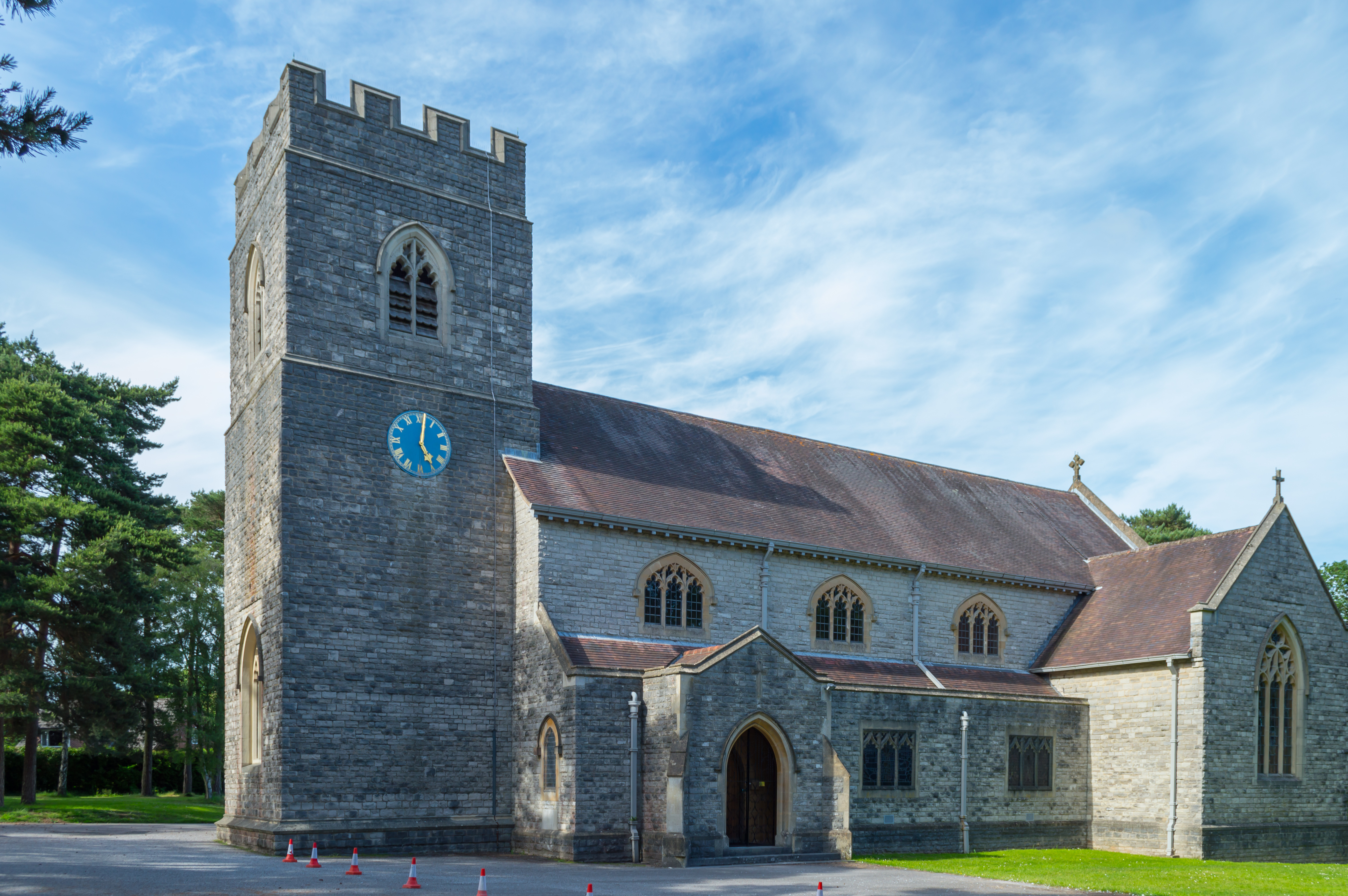
Iglesia de Santa María de Ferndown.

Ferndown es una ciudad y parroquia civil en East Dorset, distrito de Dorset, en el sur de Inglaterra, ubicada al norte de autoridades unitarias de Poole y Bournemouth. La parroquia, llamada Hampreston hasta 1972, incluye las comunidades de Hampreston, Longham, Stapehill y Trickett's Cross. Tiene una población (según el censo de 2011) de 26 559 habitantes.
El distrito tiene una población anciana relativamente grande (38,5 % tiene 60 años o más).

## Industrias

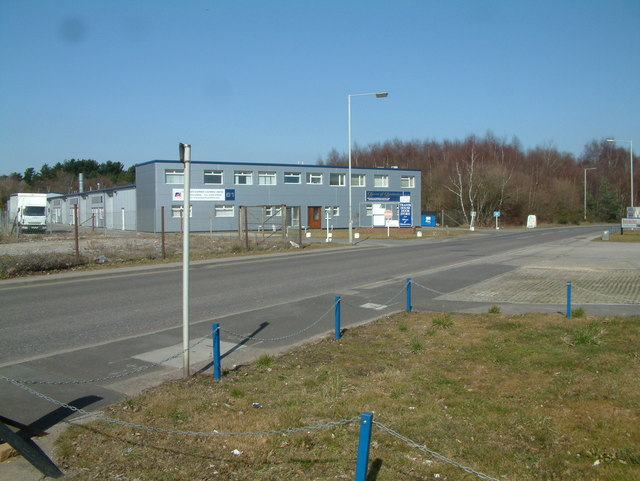
Área industrial de Ferndown.

En las afueras de la ciudad están las áreas industriales de Ferndown y Uddens, formando el área industrial más grande en East Dorset, el cual contiene una amplia gama de industrias pequeñas y grandes.

## Ciudades hermanas
- Segré, en Maine y Loira, Francia.